# Лежећи полицајац
Лежећи полицајац је препрека која се поставља на улицама да би натерала возаче да смање брзину. Ако се не смањи брзина возило одскаче и може доћи до оштећења доњег дела возила.
Лежећи полицајац се поставља обично у близини школа, обданишта или других објеката које је потребно обезбедити од несавесних возача. Познато је да је видокруг најмлађих полазника основних школа још недовољно развијен, те их је потребно и на овај начин заштитити. На излазима из школа обично се поставља метална ограда према коловозу да деца не би могла да директно излете под точкове возила.
Лежећи полицајац се у почетку правио од тврдих материјала као што је бетон али се због одржавања, брзине постављања, поправке, све више користе еластични материјали као што је гума.
Приликом преласка аутомобила или било ког превозног средства, чује се ваздух из амортизера, то се назива ,,дисање".